# Contea di Brewster
La contea di Brewster (in inglese Brewster County) è una contea dello Stato del Texas, negli Stati Uniti. La popolazione al censimento del 2010 era di 9 232 abitanti. Il capoluogo di contea è Alpine. Il nome della contea deriva dal colonnello Henry Percy Brewster, un Ministro della Guerra della Repubblica del Texas.
Brewster County è la più grande contea per estensione nello Stato, più di tre volte le dimensioni dello Stato del Delaware, e oltre di 500 miglia quadrate (1.300 km²) più grande del Connecticut. Si tratta di una delle nove contee che compongono la regione prevalentemente montuosa e semi-desertica di Trans-Pecos, confinante con il Messico.

## Geografia fisica
| Anno | Popolazione | ±%     |
| ---- | ----------- | ------ |
| 1890 | 710         |        |
| 1900 | 2,356       | 231.8% |
| 1910 | 5,220       | 121.6% |
| 1920 | 4,822       | −7.6%  |
| 1930 | 6,624       | 37.4%  |
| 1940 | 6,478       | −2.2%  |
| 1950 | 7,309       | 12.8%  |
| 1960 | 6,434       | −12.0% |
| 1970 | 7,780       | 20.9%  |
| 1980 | 7,573       | −2.7%  |
| 1990 | 8,681       | 14.6%  |
| 2000 | 8,866       | 2.1%   |
| 2010 | 9,232       | 4.1%   |

Secondo l'Ufficio del censimento degli Stati Uniti d'America la contea ha un'area totale di 6 192 miglia quadrate (16 040 km²), di cui 6 184 miglia quadrate (16 020 km²) sono terra, mentre 8,5 miglia quadrate (22 km², corrispondenti al 0,1% del territorio) sono costituiti dall'acqua.

### Contee e municipalità confinanti
- Contea di Pecos - nord-est
- Contea di Terrell - est
- Acuña (Coahuila, Messico) - sud-est
- Ocampo (Coahuila, Messico) - sud
- Manuel Benavides (Chihuahua, Messico) - sud-ovest
- Contea di Presidio - ovest
- Contea di Jeff Davis - nord-ovest

### Aree protette nazionali
- Parco nazionale di Big Bend
- Rio Grande Wild and Scenic River (in parte)

### Strade principali
- U.S. Highway 67
- U.S. Highway 90
- U.S. Highway 385
- State Highway 118

## Educazione
I seguenti distretti scolastici servono Brewster County:
- Alpine Independent School District
- Marathon Independent School District
- San Vicente Independent School District
- Terlingua Common School District
- Sul Ross State University